# غريغ فورد
غريغ فورد (بالإنجليزية: Greg Ford)‏ هو رسام رسوم متحركة وناقد سينمائي وصحفي ومخرج أمريكي، ولد في القرن العشرين.

## وصلات خارجية
- غريغ فورد على موقع IMDb (الإنجليزية)
- غريغ فورد على موقع ميتاكريتيك (الإنجليزية)
- غريغ فورد على موقع روتن توميتوز (الإنجليزية)
- غريغ فورد على موقع أول موفي (الإنجليزية)
- غريغ فورد على موقع قاعدة بيانات الأفلام السويدية (السويدية)
- غريغ فورد على موقع قاعدة بيانات الفيلم (الإنجليزية)
- غريغ فورد على موقع كينوبويسك (الروسية)